# دیجی‌ترک
دیجی‌ترک (به ترکی استانبولی: Digiturk) یک پلتفرم پخش‌کنندهٔ دیجیتال است. در ژانویه سال ۱۹۹۹ توسط مهمت امین کارامهمت، صاحب چوکور اوا هولدینگ تأسیس شد، و در ماه آوریل سال ۲۰۰۰ شروع به کار کرد. دیجی‌ترک حق پخش مسابقات سوپرلیگ فوتبال ترکیه را دارد. برنامه‌های دیجی‌ترک از ماهواره‌ ترک‌ست پخش می‌شود. شرکت در سال ۲۰۱۵ به شرکت قطری گروه رسانه ای بی‌این فروخته شذ و انتقال سهام در اوت ۲۰۱۶ پس از فرایند تأیید رسمی پایان یافت.
تعداد کل کانال‌ها بیش از ۲۰۰ و با کیفیت پخش HD و 4K ارائه می‌شود. اولین پخش با کیفیت 4K در ترکیه در فوریه ۲۰۱۴ در مسابقه بین گالاتاسرای - بشیکتاش انجام شده‌است.

## مشترکین
طبق گزارش سازمان تکنولوژی و ارتباطات ترکیه در سه ماه چهارم سال ۲۰۱۸ دیجی‌ترک در مجموع ۲۴۷۳۱۷۶ مشترک در ترکیه دارد.